# شهرستان گرنت (نیومکزیکو)

شهرستان گرنت، نیومکزیکو از شهرستان‌های ایالت نیومکزیکو است. این شهرستان در سال ۱۸۶۸ تشکیل شده و بر طبق آمارهاس سال ۲۰۱۰، جمعیتیش ۲۹.۰۰۰ نفر می‌باشد. مرکز این شهرستان، شهر سیلور سیتی است.

## پیوند
- وب‌گاه رسمی